# Julio Manzur
Julio Manzur, född den 22 juni 1981 i Asunción, är en paraguayansk fotbollsspelare som spelar för Club Rubio Ñu. Vid fotbollsturneringen under OS 2004 i Aten deltog han i det paraguayanska U23-laget som tog silver. 